# ماهر غنيم
ماهر محمد راتب غنيم (وُلد في 15 أغسطس 1960) مهندس فلسطيني شغل منصب وزير وزارة الأشغال العامة والإسكان في حكومة سلام فياض الثالثة، وحكومتي رامي الحمد الله الأولى والثانية.